# Джошуа Ангрист
Джошуа Дейвид Ангрист (на английски: Joshua David Angrist) е американско-израелски икономист.
Роден е на 18 септември 1960 година в Кълъмбъс, щата Охайо, в еврейско семейство, но израства в Питсбърг. През 1982 година получава бакалавърска степен в Оберлинския колеж, след което служи като парашутист в Израелските отбранителни сили и получава магистърска (1987) и докторска (1989) степен по икономика в Принстънския университет. Преподава в Харвардския университет (1989 – 1991), Еврейския университет в Йерусалим (1991 – 1996) и Масачузетския технологичен институт (от 1996). Работи главно областта на иконометрията и икономиката на труда.
През 2021 година получава, заедно с Дейвид Кард и Гуидо Имбенс, Нобелова награда за икономика „за техните методологични приноси към анализа на причинно-следствените връзки“.